# Suma-ku (Kōbe)
Suma-ku (jap. 須磨区) ist ein Stadtbezirk (ku) von Kōbe.

## Geografie
Der Bezirk im Westen der Stadt erstreckt sich entlang der Küste der Bucht von Osaka, das Land steigt hinter der Küste sofort teils steil an.

## Geschichte
Das Erdbeben von Kōbe 1995 hatte auch Suma hart getroffen. In Meeresnähe sind sehr viele traditionellere Holzhäuser zerstört worden.

## Verkehr
So wie im Nachbarbezirk Tarumi-ku bahnen sich die JR Kōbe-Linie, als Streckenabschnitt der San’yō-Hauptlinie der JR West, die Hauptlinie der San’yō Denki Tetsudō, aber auch die Nationalstraße 2 direkt am Meer entlang.

## Sehenswürdigkeiten
Suma ist weit bekannt durch seinen auch bei Jugendlichen beliebten Sandstrand des Parks Suma Kaihin Kōen (須磨海浜公園), dem nächstgelegenen am Innenstadtgebiet. Der Strand lädt aufgrund der Wasserqualität allerdings außer im Hochsommer eher zu Spaziergängen und Strandparties etc. als zum Baden ein.
In unmittelbarer Nähe befindet sich das städtische Aquarium von Suma, das 1957 eröffnete und 1987 erweiterte Suma Kaihin Suizokuen (須磨海浜水族園).
Weitere Sehenswürdigkeiten und Einrichtungen sind:
- der Tempel Suma-dera (須磨寺),
- die Parkanlage Suma Rikyū Kōen (須磨離宮公園) mit Abenteuerpfad für Kinder,
- der Sportpark Kōbe Sōgō Undō Kōen (神戸総合運動公園) mit Baseball-Stadion.

## Bildung
In Suma-ku liegt auch die Frauenuniversität Kōbe.